# Lengerich (Emsland)
Die Gemeinde Lengerich ist die größte Gemeinde in der Samtgemeinde Lengerich im Landkreis Emsland in Niedersachsen.
Zur Unterscheidung von Lengerich (Westfalen) wurde der Ort früher auch „Lengerich auf der Wallage“ oder „Lengerich in Hannover“ genannt.

## Geografie

### Geographische Lage
Lengerich liegt am Nordostrand der Lingener Höhe etwa 15 km östlich der Ems und der Stadt Lingen.

### Ortsbild
Die Gemeinde Lengerich besitzt aufgrund der engen Bebauung im Ortskern den Charakter eines Haufendorfes, einer Siedlungsart, die man im Emsland nur noch selten findet. Alte, gut erhaltene oder renovierte Wohn- und Bauernhäuser ergänzen dieses Bild. Ein Großteil der ehemaligen Kirchenburg, der die evangelische Kirche umgibt, ist noch erhalten und bildet zusammen mit dem Marktplatz den Kern Lengerichs. Einige als Hallenhäuser errichtete Bauernhäuser mit sichtbarem Fachwerk stehen entlang der Mittelstraße und stammen teilweise noch aus dem 17. Jahrhundert.

### Nachbargemeinden
Nachbargemeinden sind im Norden die Stadt Haselünne und die Gemeinde Dohren, im Osten die Gemeinden Handrup und Wettrup, im Süden die Gemeinden Andervenne, Freren und Thuine, im Westen die Gemeinden Langen und Gersten.

### Ortsbezeichnung „Lengerich auf der Wallage“
Zur Abgrenzung von Lengerich in Westfalen wurde Lengerich im Emsland gelegentlich als „Lengerich in Hannover“, meist jedoch als „Lengerich auf der Wallage“ bezeichnet. Die Schreibweise dieses Namenszusatzes änderte sich im Laufe der Zeit: Waleghen 1241, Wallaache 1278, Wallage 1279, im 14. Jahrhundert Wallaghe. Auch wenn die Vermutung naheliegt, hat dieser Name nichts mit einer Umwallung der Burg Lengerich zu tun, sondern ist wahrscheinlich eine Anspielung auf die Grenze zwischen den Fürstbistümern Münster und Osnabrück, die in dieser Gegend durch sogenannte Wallhagen, also Erdwälle mit Hecken, geschah. Die Zusatzbezeichnung ist heute nicht mehr in Gebrauch.

## Geschichte
Ein Zeugnis früher Besiedlung ist der Schatzfund von Lengerich (im Ortsteil Sudderwehe), bestehend aus römischen Gold- und Silbermünzen sowie goldenen Schmuckstücken.
Etwa dreihundert Meter nördlich des alten Ortskerns befand sich früher die Burg Lengerich, die auf einen sächsischen Hof zurückgeht. Diese Anlage bildete die Keimzelle des späteren Ortes.
Nach dem Jahre 800 wurde an der Stelle des heutigen Marktplatzes eine Fachwerkkapelle errichtet. Sie wurde um 1000 durch eine romanische Steinkirche ersetzt. Diese Kirche zählt zu den ältesten im Emsland. Erstmals urkundlich erwähnt wird Lengerich im Jahre 890 n. Chr. als „Lengirichi“, später als „Lengreke“.
Um 1150 wurde eine Kirchenburg angelegt. Sie besaß eine Ringmauer, befestigte Tore und aus Stein gebaute Speicher. Der südliche Teil dieser Anlage existiert noch heute und liegt entlang der Frerener Straße. Der nördliche Teil existiert zum großen Teil nicht mehr. Der untere Teil des Turmes der heutigen Evangelisch-reformierten Kirche diente den Lengerichern als Zufluchtsort.
Lengerich gehörte im Mittelalter zur Grafschaft Tecklenburg. Nach der Niederlage der Tecklenburger Grafen im Schmalkaldischen Krieg wurde Lengerich 1548 ein Teil der Grafschaft Lingen. 1550 ist eine Schule in Lengerich nachgewiesen. 1702 erbte König Friedrich I. die Grafschaft Lingen, damit wurde Lengerich preußisch. 1807 wurde Lengerich von den Truppen Napoleons Franzosen besetzt. Während der französischen Besatzungszeit gehörte Lengerich zum Département Ems (ab 1811 Département de l’Ems-Supérieur). Nach dem Wiener Kongress gelangte Lengerich 1815 an das Königreich Hannover.
Im Jahre 1960 wurde die bis dahin eigenständige Gemeinde Bauerschaft Lengerich eingemeindet.

### Jüdische Einwohner

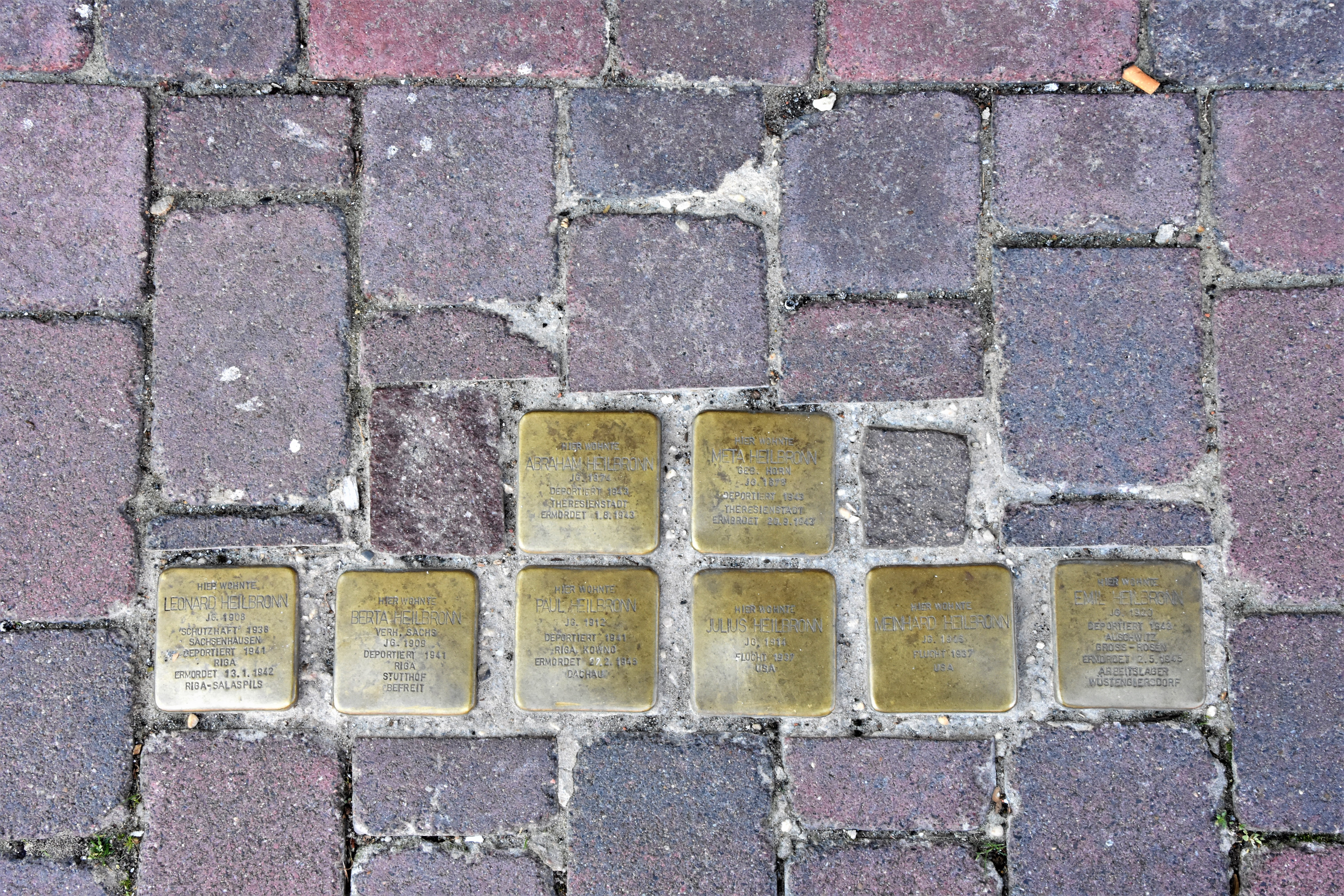
Stolpersteinlage an der Mühlenstraße 1

In Lengerich lebten spätestens seit dem beginnenden 19. Jahrhundert auch Menschen jüdischen Glaubens. Lengerich hatte in dieser Zeit einen jüdischen Bevölkerungsanteil von etwa einem Prozent. Die meisten von ihnen wurden durch die Nationalsozialisten verschleppt und in Vernichtungslagern ermordet. Die Gemeinde Lengerich stellte 1987 im Bürgerpark einen Gedenkstein auf, der die Namen der ehemaligen Gemeindemitglieder aufzählt. Dieser Stein wurde im Beisein einiger Hinterbliebener und des Landesrabbiners feierlich eingeweiht.
Der Durchbruch von der Mittelstraße an die dahinterliegenden Supermärkte wurde im Andenken an die ermordeten Mitmenschen Heilbronnstraße genannt. Der Name erinnert an die jüdische Familie Heilbronn, die in der ersten Hälfte des 20. Jahrhunderts in Lengerich vom Viehhandel lebte. Ihr Haus befand sich an der heutigen Mühlenstraße.
Am 11. Dezember 2018 wurden in Lengerich durch Gunter Demnig an drei Orten insgesamt 17 Stolpersteine verlegt.

## Einwohnerzahlentwicklung
|                       | 1880  | 1900  | 1933  | 1939  | 1950  | 2015  |
| --------------------- | ----- | ----- | ----- | ----- | ----- | ----- |
| Lengerich-Bauerschaft | 0.969 | 0.977 | 1.235 | 1.228 | 1.504 | k. A. |
| Lengerich-Dorf        | 0.499 | 0.511 | 0.566 | 0.737 | 0.756 | k. A. |
| gesamt                | 1.468 | 1.488 | 1.801 | 1.965 | 2.260 | 2.662 |

## Politik

### Gemeinderat
Der Gemeinderat hat 13 gewählte Mitglieder. Die Ratsmitglieder werden durch eine Kommunalwahl für jeweils fünf Jahre gewählt. Die aktuelle Amtszeit begann am 1. November 2021 und endet am 31. Oktober 2026.
| Partei | 2021 | 2016 | 2011 |
| ------ | ---- | ---- | ---- |
| CDU    | 12   | 12   | 11   |
| SPD    | 1    | 1    | 2    |

### Bürgermeister
- Seit 2006 Gerd Wübbe (CDU)
- 1980–2006 Josef Duisen (CDU)[8]
- 1918–1945 Gerhard Pape[9]

## Sport und Erholung

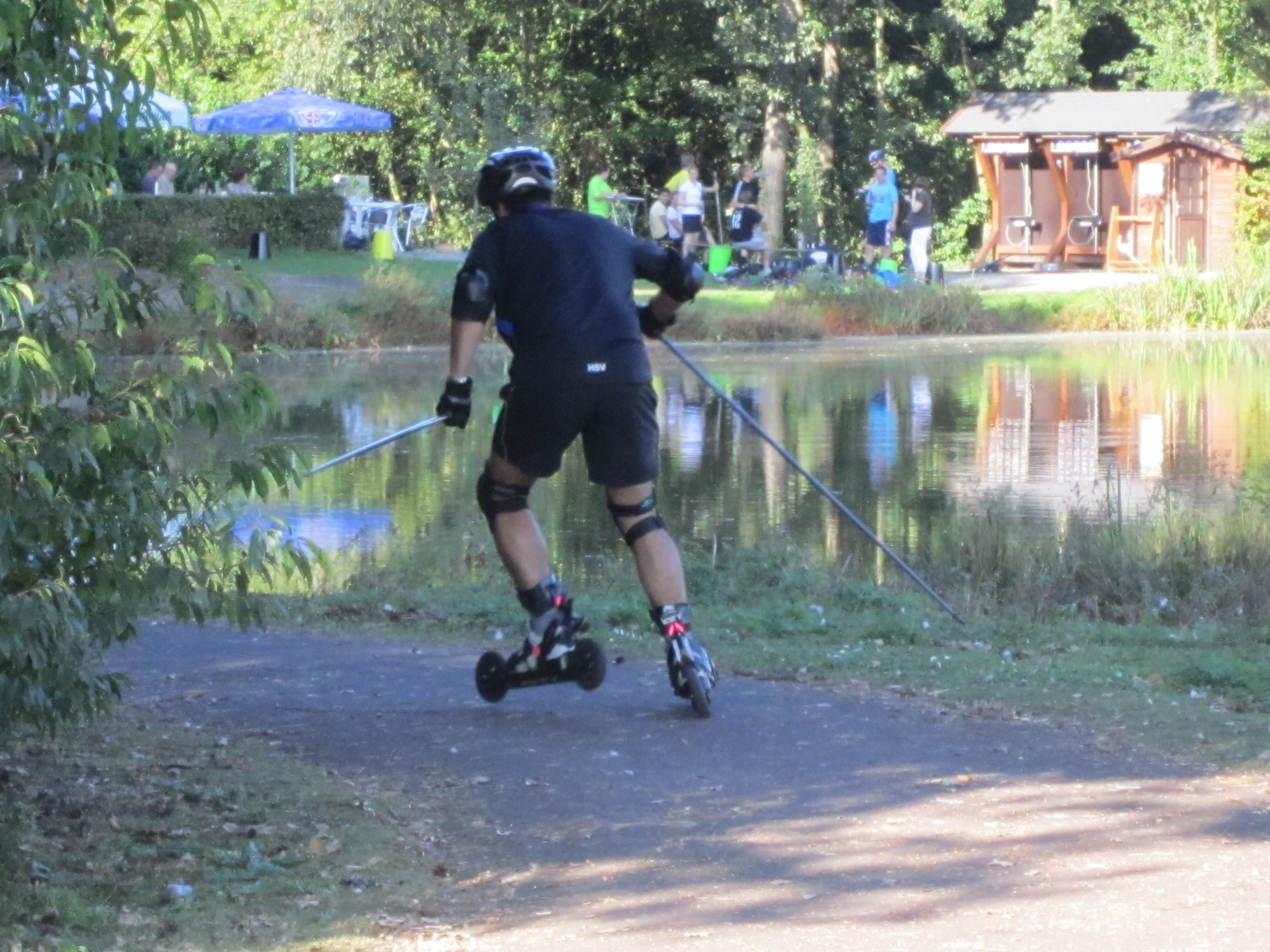
Skiker auf dem Uferweg am Nordufer des Saller Sees

Das Gebiet um den Saller See im Süden der Gemeinde ist im Jahr 2008 zu einem „Skike-Park“ ausgebaut worden. Der Skike Park ist der älteste seiner Art in Deutschland.

### SV Lengerich-Handrup
Der SV Lengerich-Handrup e. V. ist – neben dem später gegründeten VfL Handrup – der einzige Sportverein der emsländischen Gemeinden Lengerich und Handrup und zählt derzeit rund 1000 Mitglieder.
Gegründet wurde der Sportverein am 10. Februar 1946 als Sportverein Lengerich mit den Vereinsfarben „schwarz/weiß“. Zwei Jahre später erhielt der Verein durch den Zusammenschluss mit dem Sportverein Handrup seinen heutigen Namen, wobei die Vereinsfarben auf das heutige „blau/weiß“ geändert wurden.
Wichtigste, älteste und mitgliederstärkste Abteilung des SV Lengerich-Handrup ist die Fußballabteilung mit drei Herren-, einer Damen- und neun Jugendmannschaften. Die 1. Mannschaft des SV spielt derzeit in der Möbel Wilken Kreisliga. In der Saison 2005/2006 war der ehemalige finnische Nationalspieler Marko Myyry als Spielertrainer in Lengerich aktiv. Die Damenmannschaft spielt derzeit in der 1. Kreisklasse Mitte/Süd. Des Weiteren bietet der Verein Volleyball, Sportkegeln, Damengymnastik, Herzsport, Kinderturnen, Schwimmen, Tennis, Wassergymnastik sowie einen Lauftreff an.

### Sportfeste
Alle zwei Jahre findet in Lengerich das Hoeketurnier statt. Beim Hoeketurnier treten Auswahlmannschaften der einzelnen Fastabende, Hoeke oder Nachbarschaften in mehreren Disziplinen gegeneinander an. Der Fußballwettbewerb steht hierbei besonders im Mittelpunkt.

### Bürgerpark
Das Gelände der ehemaligen Burg Lengerich trägt heute den Namen Bürgerpark und dient der Naherholung. Hier existieren zwei Fußballplätze, ein Volleyballplatz, eine Boulebahn sowie ein Mehrgenerationenspielplatz und ein Kinderspielplatz. Von 2017 bis zum Beginn der Covid-19-Pandemie fand hier im Sommer ein Wikingermarkt statt.

## Öffentliche Einrichtungen

### Hallenbad
Das Hallenbad Lengerich wurde 1978 mit einem 16,66 Meter langen Schwimmbecken, welches über einen Hubboden verfügt, erbaut. Zwischen 2018 und 2019 erfolgte eine Kernsanierung des gesamten Bades. Das nun LenieBad genannte Hallenbad feierte am 11. August 2019 seine Wiedereröffnung.

### Schulen
Lengerich verfügt über eine Grund- und eine Oberschule. Letztere betreut zusätzlich zu den Schülern aus dem Ort auch die umliegenden Orte.

### Altenheim
Angrenzend an den Bürgerpark steht das Maria-Anna-Heim, eine Wohnanlage für Senioren. Bis 1975 befand sich hier ein Krankenhaus. Heute existieren in einem Neubau zudem zahlreiche Wohneinheiten für Betreutes Wohnen.

## Verkehr

### Straßenverbindung
Lengerich liegt an der Kreuzung der L 60 und L 66 sowie in der Nähe der B 402 und B 214. In den 1970er Jahren wurde eine Umgehungsstraße gebaut, die den Autoverkehr um den Ort herumführt.

### Bahnverbindung
Lengerich verfügte in der ersten Hälfte des 20. Jahrhunderts über einen Bedarfshaltepunkt an der Kleinbahnstrecke von Lingen über Berge nach Quakenbrück. Dieser befand sich einige Kilometer außerhalb des Ortes in nördlicher Richtung. Verladen wurde überwiegend Holz, Baumaterial und Vieh, der Personenverkehr spielte, obwohl er sich besser entwickelte als angenommen, stets nur eine untergeordnete Rolle. Mit der Zunahnme des Automobilverkehrs nach Ende des Zweiten Weltkrieges verlor die Kleinbahn ihre Existenzgrundlage und wurde 1952 abgebaut.
Eigene Bahnhofsgebäude besaß die Kleinbahn nur in Lingen, Bawinkel, Gersten, Wettrup, Berge, Menslage und Quakenbrück. An den übrigen Stationen wurde der Verkauf der Fahrkarten und die Stückgutabfertigung durch Agenten, oftmals die Dorfwirte, erledigt.
Der Personenzug, der unüblich für den ländlichen Raum sogar über eine zweite Klasse verfügte, trug den Spitznamen „Pingelanton“.

## Jährliche Veranstaltungen

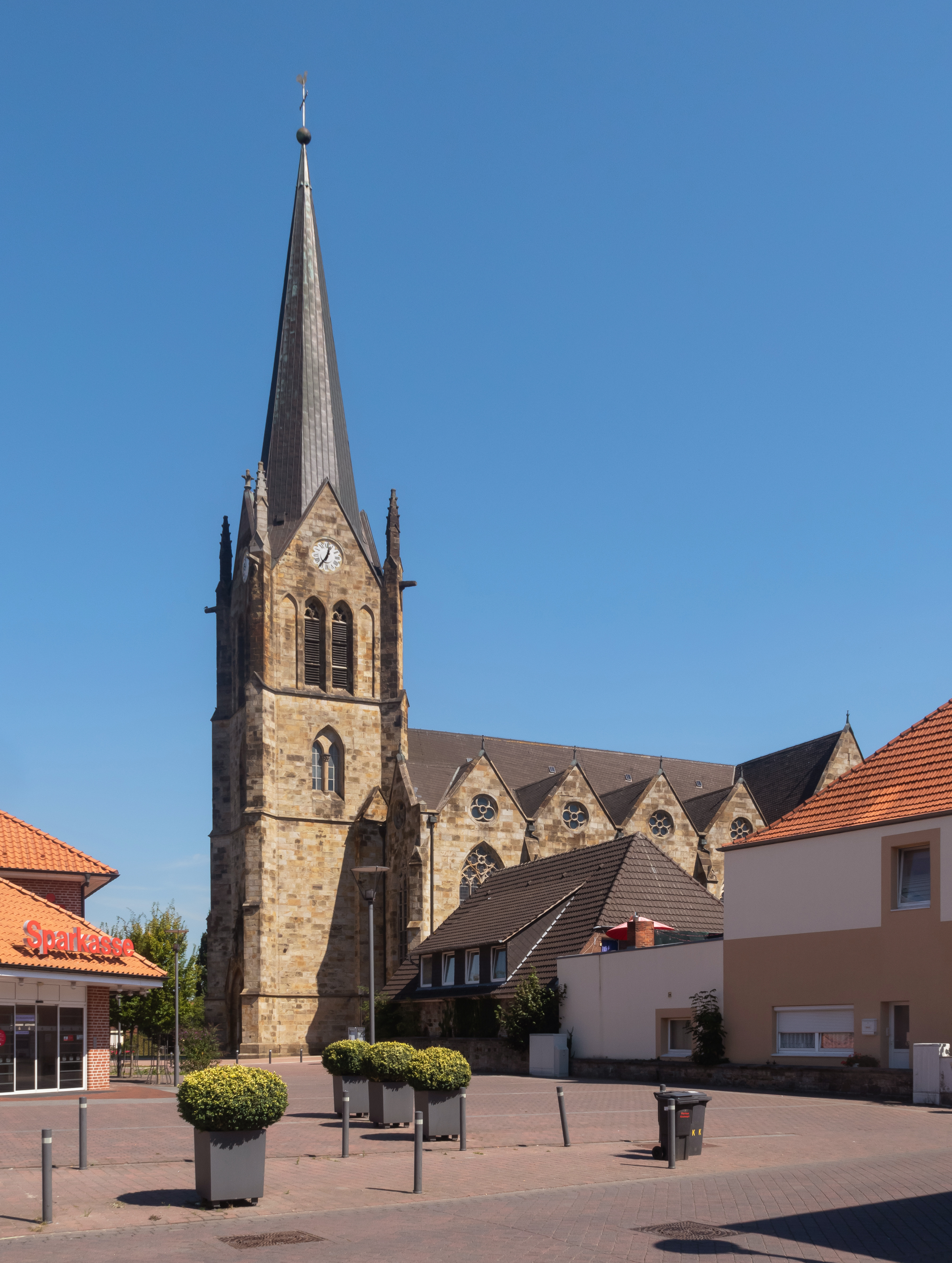
Sankt Benedict Kirche

- Letzter Samstag im Januar „öffentliches Feuerwehrfest“
- Frühlingsmarkt (am letzten Sonntag im April)
- Schützenfest des Schützenvereins Lengerich-Bauernschaft e. V. (am Wochenende vor Pfingsten)
- Schützenfest des Schützenvereins Lengerich-Dorf e. V. (am 2. Wochenende im Juli)
- Lengericher Trecker Treck (am 4. Wochenende im August)
- Kirmes (am 2. Wochenende im September)
- Nikolausmarkt (am Sonntag nach dem Nikolaustag)

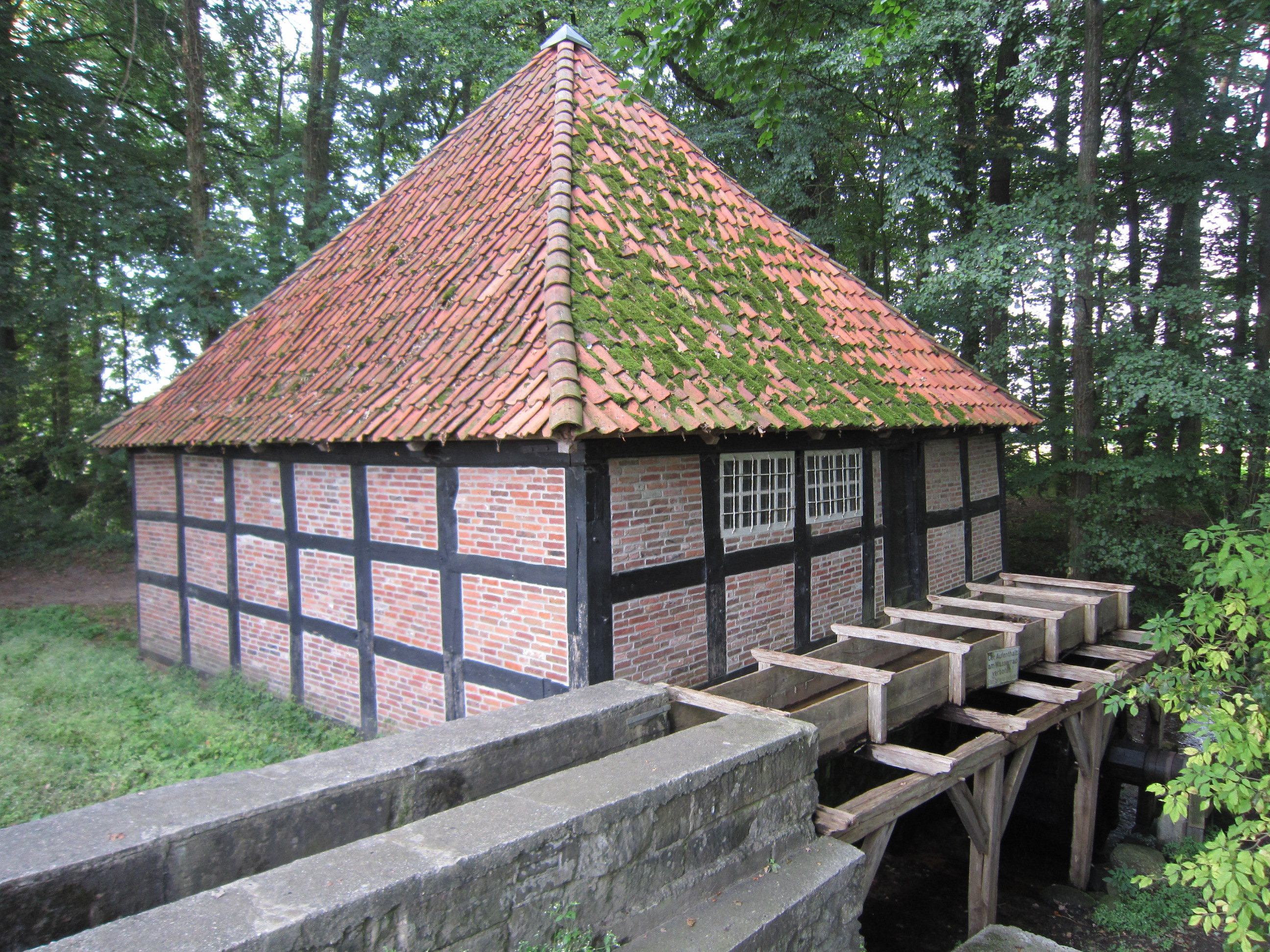
Ramings Mühle

- Seit 2017 Wikingermarkt im Juni

## Sehenswürdigkeiten

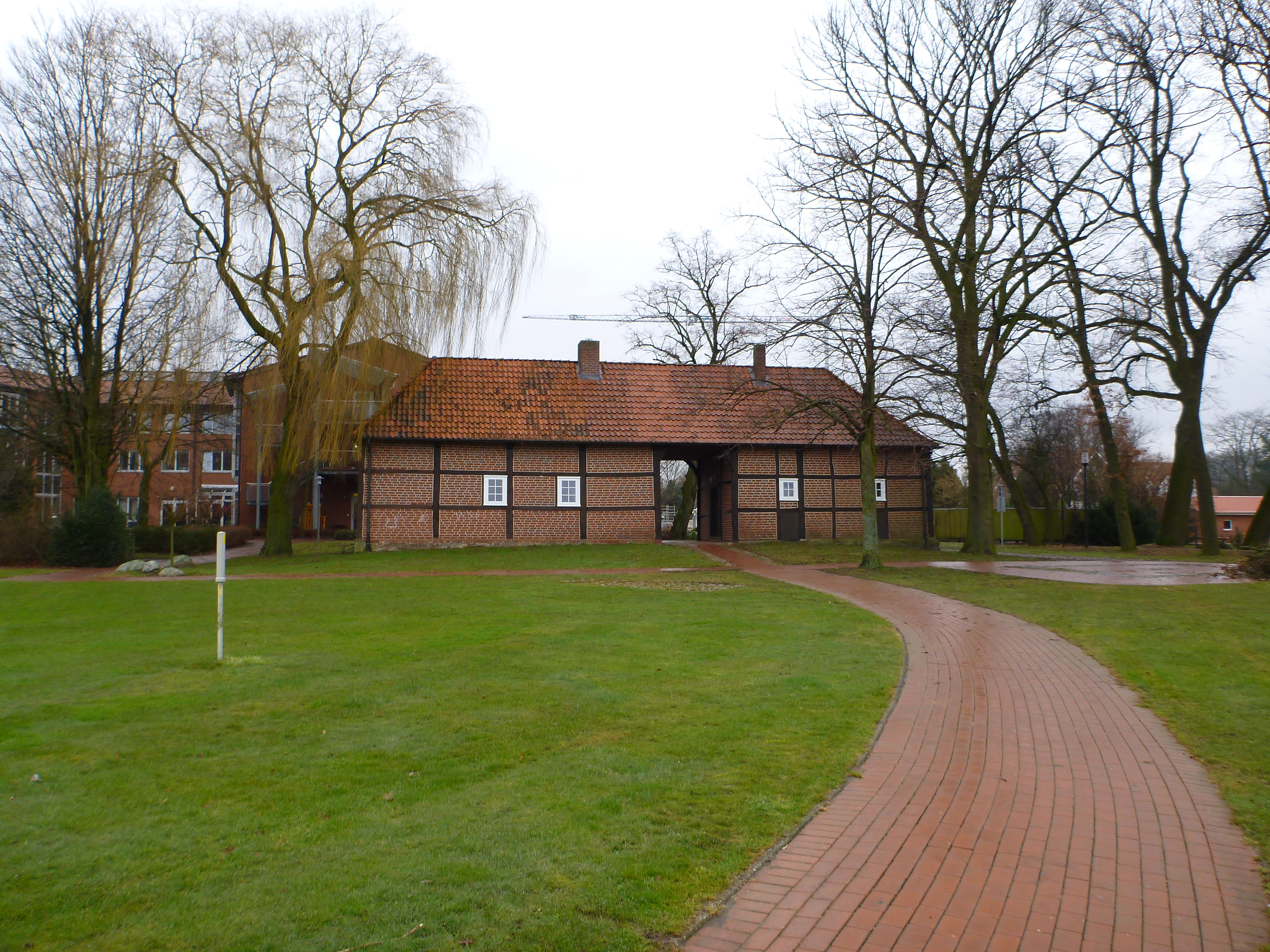
Torhaus Lengerich im Bürgerpark

- Ramings Mühle, eine Wassermühle, die um 1550 erbaut wurde, mit Backhaus idyllisch in einem Wäldchen gelegen.
- Evangelisch-reformierte Kirche mit einem romanischen Turm und einem spätgotischen Kirchenschiff, mit den größten mittelalterlichen Wandgemälden im Emsland.
- Katholische Kirche St. Benedikt, erbaut 1870–74 im neugotischen Stil.
- Erholungsgebiet Saller See, mit Campingplatz, Skike Park, Minigolfanlage, Kneippbad und Angelmöglichkeiten (der Südteil des Sees liegt auf dem Gebiet der Samtgemeinde Freren).
- Torhaus der ehemaligen Burg Lengerich im Bürgerpark sowie der Rest des ehemaligen Burggrabens. Das Torhaus wird heute vom Heimatverein unterhalten,  Mietmöglichkeiten bestehen.

## Persönlichkeiten

### In Lengerich geborene Personen
- Johannes Wübbe (* 23. Februar 1966), seit 2013 Weihbischof in Osnabrück
- Annette Uhlen (* 1959), Schauspielerin